# Albiano d'Ivrea
Albiano d'Ivrea (en français Albian d'Ivrée) est une commune italienne de la ville métropolitaine de Turin, dans la région Piémont.

## Patrimoine
- Château d'Albiano d'Ivrea
- Église San Martino Vescovo d'Albiano d'Ivrea

## Administration
| Période                                  | Période           | Identité       | Étiquette             | Qualité |
| ---------------------------------------- | ----------------- | -------------- | --------------------- | ------- |
| 1997                                     | 2001 30 mai 2006- | Gildo Marcelli | “Insieme per Albiano” | gauche  |
| Les données manquantes sont à compléter. |                   |                |                       |         |

### Communes limitrophes
Bollengo, Ivrea, Palazzo Canavese, Piverone, Azeglio, Caravino, Vestignè.